# Maysa Matarazzo
Maysa Matarazzo, (São Paulo, 1936. június 6. – Rio de Janeiro, 1977. január 22.) brazil énekesnő, dalszerző, színésznő. Tizenkétéves korában írt egy szambát, amely később slágerré vált az első albumáról.

## Pályafutása
Maysa 1954-ben, 18 évesen férjhez ment André Matarazzo Filhóhoz, egy gazdag és tradicionális São Paulo-i családhoz, Francesco Matarazzo gróf leszármazottjához, majd két évvel később fia született, Jayme, (aki később televíziós rendező lett).
Az 1950-es évek végén sikeres bossa nova együttest alapított. 1954-ben, 18 évesen férjhez ment André Matarazzo Filhóhoz, egy gazdag és tradicionális São Paulo-i családhoz, Francesco Matarazzo gróf leszármazottjához, majd két évvel később fia született, Jayme, aki később televíziós rendező lett.
Buenos Aires-i turnéja nagy sikert aratott Chilében és Uruguayban is. Ezalatt viszonyt folytatott a műsor producerével, Ronaldo Bôscolival, (újságíróval és zeneszerzővel). Matarazzo persona non grata lett mind a bossa-novisták, mind az énekesek között. Karrierje megingott. Erre úgy reagált, hogy feleségül ment egy spanyol zenei producerhez, Miguel Anzanához, akivel Spanyolországba költözött, aztán már nemcsak Spanyolországban, hanem Portugáliában, Olaszországban és Franciaországban is fellépett.
Magánélete, amely amúgy is viharos volt, még kaotikusabbá vált, ami oda vezetett, hogy a bossa nova Janis Joplinjének nevezték. Később azonban visszatért az egyik első figyelemre méltó riói „Canecão” fellépésével, (ami a New York-i Carnegie Hall megfelelője).
Matarazzo a párizsi Olimpiában is kétszer szerepelt telt ház előtt. Jelentős sikert aratott szerte Európában. Miután visszatért Brazíliába, fesztiválsikerekkel bossa nova slágerekkel szerepelt.
Az 1970-es években néhány telenovellában játszott. Egy szappanoperához komponált zenét is.
1977-ben autóbalesetben halt meg a Rio-Niterói hídon, amely Rio de Janeiro és Niterói városait köti össze.
2009 januárjában, 32 évvel a halála után, az életéről szóló sorozatot sugárzott a televízió Brazília egyik legkarizmatikusabb dívájáról.

## Stúdióalbumok
- Convite para ouvir Maysa (1956)
- Maysa (1957)
- Convite para ouvir Maysa n. 2 (1958)
- Convite para ouvir Maysa n. 3 (1958)
- Convite para ouvir Maysa n. 4 (1959)
- Maysa É Maysa... É Maysa... É Maysa (1959)
- Voltei (1960)
- Maysa Canta Sucessos (1960)
- Maysa, Amor... E Maysa (1961)
- Barquinho (1961)
- Maysa Sings Songs Before Dawn (1961)
- Canção do Amor Mais Triste (1962)
- Maysa (1964)
- Maysa (1966)
- Maysa (1969)
- Ando Só Numa Multidão de Amores (1970)
- Maysa (1974)

## Másokkal
- Os Grandes Sucessos de Maysa (1959)
- A Música de Maysa (1960)
- Ternura… é Maysa (1965)
- Dois na Fossa − Maysa & Tito Madi (1975)
- Para sempre Maysa (1977)
- Bom é Querer Bem (1978)
- Serie Retrospecto vol. 3 (1979)
- Convite para ouvir Maysa (1988)
- Maysa por ela mesma (1991)
- Canecão apresenta Maysa (1992)
- Tom Jobim por Maysa – Viva Maysa (1993)
- Maysa (1996)
- Antônio Carlos Jobim por Maysa (1997)
- Bossa Nova por Maysa (1997)
- Barquinho (2000)
- Simplesmente Maysa (2000)
- Quatro em Um – Volume 13 (2001)
- Retratos – Maysa (2004)
- Novo Millennium (2005)

## Filmek
- https://www.imdb.com/name/nm0558125/

## Fordítás
Ez a szócikk részben vagy egészben  a   Maysa Matarazzo című angol Wikipédia-szócikk ezen változatának fordításán alapul.  Az eredeti cikk szerkesztőit annak laptörténete sorolja fel. Ez a jelzés csupán a megfogalmazás eredetét és a szerzői jogokat jelzi, nem szolgál a cikkben szereplő információk forrásmegjelöléseként.